# Rafle de Louveciennes
La rafle de Louveciennes a lieu le 22 juillet 1944 à Louveciennes (département de Seine-et-Oise, aujourd’hui département des Yvelines en région Île-de-France), dans une grande villa, 18, rue de la Paix, centre de l'UGIF, après la réquisition par les Allemands, le 1er janvier 1944, du centre n°56, le « Séjour de Voisins », un ancien orphelinat agricole aménagé en maison d’enfants par l’UGIF. 41 enfants du centre et les monitrices sont arrêtés par Alois Brunner, le commandant du camp de Drancy, qui a désigné des internés juifs de Drancy pour l'aider aux arrestations. 6 enfants vont être déportés, le lendemain, de Drancy vers Bergen-Belsen, par le Convoi No. 80, du 23 juillet 1944 et survivront. 34 autres enfants sont déportés par le convoi No. 77, en date du 31 juillet 1944, le dernier grand convoi au départ de la gare de Bobigny, 33 sont assassinés dès leur arrivée à Auschwitz. Seule, Denise Holstein (17 ans), survit aux camps d’Auschwitz-Birkenau et de Bergen-Belsen.

## La Rafle
Le « Séjour de Voisins », situé au hameau (ou village) de Voisins de la commune de Louveciennes (département de Seine-et-Oise, aujourd’hui département des Yvelines en région Île-de-France), est un ancien orphelinat agricole aménagé en maison d’enfants par l’UGIF.
Les Allemands réquisitionnent les lieux et le 1er janvier 1944, les enfants et le personnel déménagent dans une grande villa, 18, rue de la Paix.  
Le matin du 22 juillet 1944, Louveciennes est encore sous le couvre-feu. Un officier allemand sonne à la porte. Il est accompagné  de détenus juifs (portant l'étoile jaune) recrutés au camp de Drancy. Les enfants dorment encore. Ils sont réveillés. Alois Brunner, le commandant du camp de Drancy qui dirige l'opération s'énerve. Il faut se dépêcher : la ville va se réveiller bientôt. Pour rassurer les enfants, on leur dit qu'ils vont faire une promenade en autobus. Le trajet est accompagné de chants,,,,.

## Arrestations
À l’exception de Paulette Szklarz (6 ans), hospitalisée à Saint-Germain-en-Laye, 41 enfants du centre, dont Michèle Louy, la fille du directeur, Monsieur Louy, son épouse et les monitrices sont arrêtés. Michèle Louy, la fille du directeur, Monsieur Louy et son épouse sont relâchés le même jour, car soi-disant non-juifs . Une enfant, de 6 ans à l'époque, qui a pu être sauvée, par son frère, résistant, avant la rafle, en janvier 1944,  Martine Brust-Szwarcbart, affirme, en 2014, que Monsieur Louis était juif. Martine Brust-Szwarcbart, qui était Marthe Szwarcbart est la sœur de l'écrivain André Schwarz-Bart,,

## Drancy
Tous ceux qui ont été arrêtés sont conduits le 22 juillet 1944 au camp de Drancy.

## Déportations
Les enfants vont être déportés du camp de Drancy par 2 différents convois. 
L'un partant le lendemain, le 23 juillet 1944, le Convoi n° 80, vers Bergen-Belsen. 6 enfants y sont inclus, qui vont survivre.
L'autre, incluant 34 enfants et les 6 monitrices, part 9 jours après la rafle, par le convoi n° 77, en date du 31 juillet 1944, le dernier grand convoi au départ de la gare de Bobigny, 33 sont assassinés dès leur arrivée à Auschwitz. Seule, Denise Holstein (17 ans), une monitrice,  survit aux camps d’Auschwitz-Birkenau et de  Bergen-Belsen.
Le convoi n° 77 est parti de Drancy 18 jours avant la libération du camp. Il inclut 1300 personnes, dont 300 enfants de moins de 18 ans.

## Victimes
Les noms sont donnés par ordre alphabétique

### Enfants Déportés dans le Convoi No. 80
- François Nelson (7 ans)

Il est né le 29 juillet 1936 à Boulogne-Billancourt (Hauts-de-Seine). Il est le frère de Josette Nelson et de Pierre Nelson. Sa mère, Antoinette Nelson (née Cerf) (40 ans), est née le 11 juin 1904 à Paris. Elle est déportée avec ses 3 enfants par le Convoi No. 80, en date du 23 juillet 1944. Leur dernière adresse est au 42 rue de l'Yvette dans le 16e arrondissement de Paris. 
- Josette Nelson (10 ans)

Elle est née le 28 juin 1934 dans le 8e arrondissement de Paris.  Elle est la sœur de François Nelson et de Pierre Nelson. Sa mère, Antoinette Nelson (née Cerf) (40 ans), est née le 11 juin 1904 à Paris. Elle est déportée avec ses 3 enfants par le Convoi No. 80, en date du 23 juillet 1944. Leur dernière adresse est au 42 rue de l'Yvette dans le 16e arrondissement de Paris. 
- Pierre Nelson (12 ans)

Il est né le 26 juin 1931 ans le 8e arrondissement de Paris. Il est le frère de François Nelson et de Josette Nelson. Sa mère, Antoinette Nelson (née Cerf) (40 ans), est née le 11 juin 1904 à Paris. Elle est déportée avec ses 3 enfants par le Convoi No. 80, en date du 23 juillet 1944. Leur dernière adresse est au 42 rue de l'Yvette dans le 16e arrondissement de Paris. 
- Israël Przemyslavski dit Maurice Przemyslavski (11 ans)

Il est né le 9 février 1933 à Metz, en Moselle. Il est le frère de Reisla Przemyslavski et de Samuel Przemyslavski. Sa mère, Golda Przemyslavski (née Francuz) (39 ans), est née le 5 juillet 1903 à Kalisz, en Pologne. Elle est déportée par le Convoi No. 40, en date du 4 novembre 1942, de Drancy vers Auschwitz. Leur dernière adresse est au 17 rue Vigier de la Pile à Angoulême en Charente.
- Reisla Przemyslavski dite Régine Przemyslavski (6 ans)

Elle est née le 29 mai 1937 à Metz, en Moselle. Elle est la sœur de Israël Przemyslavski et de Samuel Przemyslavski. Sa mère, Golda Przemyslavski (née Francuz) (39 ans), est née le 5 juillet 1903 à Kalisz, en Pologne. Elle est déportée par le Convoi No. 40, en date du 4 novembre 1942, de Drancy vers Auschwitz.  Leur dernière adresse est au 17 rue Vigier de la Pile à Angoulême en Charente.
- Samuel Przemyslavski (4 ans)

Il est né le 17 octobre 1938 à Metz, en Moselle. Il est le frère de Israël Przemyslavski et de Reisla Przemyslavski. Sa mère, Golda Przemyslavski (née Francuz) (39 ans), est née le 5 juillet 1903 à Kalisz, en Pologne. Elle est déportée par le Convoi No. 40, en date du 4 novembre 1942, de Drancy vers Auschwitz. Leur dernière adresse est au 17 rue Vigier de la Pile à Angoulême en Charente.

### Enfants Déportés dans le Convoi No. 77
- Berthe Bordine (10 ans)

Elle est née le 15 septembre 1933 à  Forbach en Moselle. Elle habitait à Soyaux en Charente. Elle est la sœur de Charles Bordine et de Salomon Bordine. Un autre frère, Maurice Bordine (1 an) est né à Soyaux en Charente. Sa mère, Sarah Bordine (née Kawa) (35 ans), est née le 5 décembre 1906 à Ivanovitz. Elle habitait, avec Maurice Bordine, rue des Lilas à Soyaux en Charente. Elle est déportée avec Maurice Bordine par le Convoi No. 40, en date du 4 novembre 1942, de Drancy vers Auschwitz. 
- Charles Bordine (9 ans)

Il est né le 10 novembre 1934 à Metz en Moselle. Il habitait à Soyaux en Charente. Il est le frère de Berthe Bordine et de Salomon Bordine. Un autre frère, Maurice Bordine (1 an) est né à Soyaux en Charente. Sa mère, Sarah Bordine (née Kawa) (35 ans), est née le 5 décembre 1906 à Ivanovitz. Elle habitait, avec Maurice Bordine, rue des Lilas à Soyaux en Charente. Elle est déportée avec Maurice Bordine par le Convoi No. 40, en date du 4 novembre 1942, de Drancy vers Auschwitz. 
- Salomon Bordine (7 ans)

Il est né le 21 août 1936 à Forbach en Moselle. Il habitait à Soyaux en Charente. Il est le frère de Berthe Bordine et de Charles Bordine. Un autre frère, Maurice Bordine (1 an) est né à Soyaux en Charente. Sa mère, Sarah Bordine (née Kawa) (35 ans), est née le 5 décembre 1906 à Ivanovitz. Elle habitait, avec Maurice Bordine, rue des Lilas à Soyaux en Charente. Elle est déportée avec Maurice Bordine par le Convoi No. 40, en date du 4 novembre 1942, de Drancy vers Auschwitz. 
- Sarah Bulka (9 ans)

Elle est née le 8 avril 1935 à Nancy en Meurthe-et-Moselle. Elle habitait au 31 rue Eugène Vallin à Nancy. 
- Cécile  Dembicer (11 ans)

Elle est née le 2 juillet 1933 à Metz en Moselle. Elle est la sœur de Simon Dembicer. Elle habitait à Saint-Michel-de-Rivière en Dordogne. Elle a un autre frère, Jacques Dembicer (moins d'un an), né le 29 décembre 1942 à Saint-Michel-de-Rivière en Dordogne. Son père, Israël Dembicer (39 ans), est né le 22 mars 1903 à Frystok. Il est déporté par le Convoi No. 40, en date du 4 novembre 1942, de Drancy vers Auschwitz. Sa mère, Rose Dembicer (née Brunwasser) (34 ans), est née le 18 mars 1909 à Bogdan (en). Elle est déportée, avec son bébé, Jacques Dembicer, par le Convoi No. 57, en date du 18 juillet 1943, de Drancy vers Auschwitz. 
- Simon Dembicer (8 ans)

Il est né le 7 juillet 1936 à Metz en Moselle. Il est le frère de Cécile  Dembicer. Il habitait à Saint-Michel-de-Rivière en Dordogne. Il a un autre frère, Jacques Dembicer (moins d'un an), né le 29 décembre 1942 à Saint-Michel-de-Rivière en Dordogne. Son père, Israël Dembicer (39 ans), est né le 22 mars 1903 à Frystok. Il est déporté par le Convoi No. 40, en date du 4 novembre 1942, de Drancy vers Auschwitz. Sa mère, Rose Dembicer (née Brunwasser) (34 ans), est née le 18 mars 1909 à Bogdan (en). Elle est déportée, avec son bébé, Jacques Dembicer, par le Convoi No. 57, en date du 18 juillet 1943, de Drancy vers Auschwitz. 
- Beile Dyment dite Bella Dyment (16 ans)

Elle est née le 8 décembre 1927 à Audun-le-Tiche en Moselle. Elle est la sœur de Maurice Dyment et de Sara Dyment. Elle a une autre sœur: Monique Dyment (2 ans), née le 12 octobre 1939 à Nancy et   Son père, Isaac Dyment (44 ans), est né le 10 avril 1898 à Międzyrzec Podlaski. Il est déporté dans le Convoi No. 29, en date du 7 septembre 1942, de Drancy vers Auschwitz. Sa mère, Zlata Dyment (née Kossowska) (38 ans), est née le 4 avril 1904 à Varsovie, en Pologne. Elle est déportée avec son mari dans le Convoi No. 29. Monique Dymant est déportée avec ses parents dans le Convoi No. 29. Leur dernière adresse est à Sanxay dans la Vienne.
- Maurice Dyment (9 ans)

Il est né le 2 juillet 1935 à Audun-le-Tiche en Moselle. Il est le frère de Beile Dyment et de Sara Dyment. Il a une autre sœur: Monique Dyment (2 ans), née le 12 octobre 1939 à Nancy et   Son père, Isaac Dyment (44 ans), est né le 10 avril 1898 à Międzyrzec Podlaski. Il est déporté dans le Convoi No. 29, en date du 7 septembre 1942, de Drancy vers Auschwitz. Sa mère, Zlata Dyment (née Kossowska) (38 ans), est née le 4 avril 1904 à Varsovie, en Pologne. Elle est déportée avec son mari dans le Convoi No. 29. Monique Dymant est déportée avec ses parents dans le Convoi No. 29. Leur dernière adresse est à Sanxay dans la Vienne.
- Sara Dyment (13 ans)

Elle est née le 25 août 1930 à Audun-le-Tiche en Moselle. Elle est la sœur de Beile Dyment et de Maurice Dyment. Elle a une autre sœur: Monique Dyment (2 ans), née le 12 octobre 1939 à Nancy et   Son père, Isaac Dyment (44 ans), est né le 10 avril 1898 à Międzyrzec Podlaski. Il est déporté dans le Convoi No. 29, en date du 7 septembre 1942, de Drancy vers Auschwitz. Sa mère, Zlata Dyment (née Kossowska) (38 ans), est née le 4 avril 1904 à Varsovie, en Pologne. Elle est déportée avec son mari dans le Convoi No. 29. Monique Dymant est déportée avec ses parents dans le Convoi No. 29. Leur dernière adresse est à Sanxay dans la Vienne.
- Hélène Gliksman (9 ans)

Elle est née le 3 septembre 1932 à Metz. Son père, Moszek Gliksman (36 ans), né le 19 juillet 1906 à Bełchatów, en Pologne et sa mère, Jacheta Gliksman (née Nys) (35 ans), née le 15 octobre 1907 à Bełchatów, en Pologne, sont déportés par le Convoi No. 40, en date du 4 novembre 1942, de Drancy vers Auschwitz. Son frère, Alter Gliksman (11 ans), né le 3 septembre 1932 à Metz, est arrêté dans la Rafle de l'avenue Secrétan et déporté dans ce même Convoi No. 77. Leur dernière adresse est au 6 rue Henri-IV à Angoulême (Charente).
- Simone Goldberg (14 ans)

Elle est née le 4 mai 1930 dans le 12e arrondissement de Paris. Elle a 2 autres sœurs: Michele  Goldberg (4 ans), née le 14 septembre 1939 dans le 14e arrondissement de Paris et Claire Goldberg (10 ans), née le 25 juillet 1933 à Nancy.  Son père, Herszek Goldberg (48 ans), est né le 3 février 1896 à Szydłowice, en Pologne. Il est déporté dans le Convoi No. 72, en date du 29 avril 1944, de Drancy vers Auschwitz. Sa mère,Maria Goldberg (née Grumberg) (34 ans), est née le 7 mai 1909 à Paris. Elle est déportée avec son mari et deux de ses filles, Michele Goldberg et Claire Goldberg, dans le Convoi No. 72. Leur dernière adresse est au: 72 boulevard Saint-Marcel dans le 5e arrondissement de Paris.
- Jeannette Goldmann (5 ans)

Elle est née le 18 mai 1939 dans le 4e arrondissement de Paris. Elle a une sœur, Fanny Goldman (11 ans), née le 2 février 1931 dans le 12e arrondissement de Paris. Son père, Chuna Goldman (35 ans), est né le 1er janvier 1907 à Mordy, en Pologne. Il est déporté par le Convoi No. 15, en date du 5 août 1942, de Beaune-la-Rolande vers Auschwitz. Sa mère, Dwojra Goldman (née Frydman) (34 ans), est née le 1er janvier 1906 à Mordy, en Pologne. Elle est déportée par le Convoi No. 16, en date du 7 août 1942, de Pithiviers vers Auschwitz. Fanny Goldman est déportée par le Convoi No. 22, en date du 21 août 1942, de Drancy vers Auschwitz. Leur dernière adresse est au: 157 rue Saint-Martin dans le 3e arrondissement de Paris.
- Rosette Grimberg (6 ans)

Elle est née le 5 mai 1938 à Paris.
- Irène Hendler (6 ans)

Elle est née le 3 décembre 1937 à Metz en Moselle. Elle a 1 sœur: Elisa Hendler (moins d'un an), née le 14 juillet 1942 à Angoulême. Son père, Jacob Hendler (59 ans), est né le 2 octobre 1884 à Nowy Targ, en Pologne. Sa mère, Emma Hendler (née Ellert) (29 ans), est née à Mannheim, en Allemagne. Le père, Jacob Hendler, la mère, Emma Hendler, et Elisa Hendler sont déportés par le Convoi No. 53, en date du 25 mars 1943, de Drancy vers Sobibor. Leur dernière adresse est au: Moulin Neuf à Saint-Antoine-Cumond en Dordogne.
- Myriam Holz (8 ans)

Elle est née le 25 août 1935 à Nancy en Meurthe-et-Moselle. Elle est la sœur de Paul Holz. Elle a 3 autres frères: David Holz (13 ans), né le 23 février 1931 à Nancy, Jacques Holz (10 ans), né le  28 décembre 1933 à Nancy et Joseph Holz (11 ans), né le 26 août 1932 à Nancy.  Son père, Moses Holz (45 ans), est né le 13 juillet 1897 à Mościska, en Pologne. Il est déporté par le Convoi No. 8, en date du 20 juillet 1942, d'Angers vers Auschwitz. Sa mère, Blima Holz (née Rosenfarb) (39 ans), est déportée par le Convoi No. 36, en date du 23 septembre 1942, de Drancy vers Auschwitz. David Holz, Jacques Holz et Joseph Holz sont déportés dans le même Convoi 77 que Myriam Holz et Paul Holz. Leur dernière adresse est à Naintré dans la Vienne.
- Paul Holz (7 ans)

Il est né le 23 juin 1938 à Nancy en Meurthe-et-Moselle. Il est le frère de Myriam Holz. Il a 3 autres frères: David Holz (13 ans), né le 23 février 1931 à Nancy, Jacques Holz (10 ans), né le  28 décembre 1933 à Nancy et Joseph Holz (11 ans), né le 26 août 1932 à Nancy.  Son père, Moses Holz (45 ans), est né le 13 juillet 1897 à Mościska, en Pologne. Il est déporté par le Convoi No. 8, en date du 20 juillet 1942, d'Angers vers Auschwitz. Sa mère, Blima Holz (née Rosenfarb) (39 ans), est déportée par le Convoi No. 36, en date du 23 septembre 1942, de Drancy vers Auschwitz. David Holz, Jacques Holz et Joseph Holz sont déportés dans le même Convoi 77 que Myriam Holz et Paul Holz. Leur dernière adresse est à Naintré dans la Vienne.
- Estelle Jakubowicz (6 ans)

Elle est née le 1er février 1938 à Nancy en Meurthe-et-Moselle. Son père, Israël Jakubowicz (47 ans), est né le 30 juillet 1895 à Rymanów, en Pologne. Il est déporté par le Convoi No. 8, en date du 20 juillet 1942, d'Angers à Auschwitz. Sa mère, Entla Jakubowicz (née Golencer ) (38 ans), est née le 21 décembre 1904 à Pilica (Silésie) en Pologne. Elle est déportée par le Convoi No. 42, en date du 6 novembre 1942, de Drancy vers Auschwitz. Leur dernière adresse est à Cernay (Vienne).
- Jean Karpinski (10 ans)

Il est né le 27 mai 1934 dans le 10e arrondissement de Paris. Son père, Michel Karpinski , est né le 22 mars 1897 à Port Petrowsk (Russie).Sa mère, Estelle Karpinski (née Golibrodsky ) (45 ans) est née le 19 novembre 1898 dans le 4e arrondissement de Paris. Sa sœur, Simone Karpinsky (17 ans) est née le 21 février 1926 dans le 14e arrondissement de Paris. Elles sont déportées par le Convoi No. 60, en date du 7 octobre 1943, de Drancy vers Auschwitz. Leur dernière adresse est au 28 boulevard de Metz à Rennes (Ille-et-Vilaine).
- Suzanne Koslewicz (4 ans)

Elle est née le 1er janvier 1940 à Marseille. Sa dernière adresse est: place Dreux (UGIF) à Louveciennes (Seine-et-Oise). On ne trouve pas d'autres membres de sa famille, dans Klarsfeld, 2012.
- Adolphe Libermann (8 ans).

Il est né le 30 mai 1936 à Paris. il a un autre frère, du même âge, Maurice Libermann (8 ans), né le 27 mars 1936 dans le 10e arrondissement de Paris. Il est aussi déporté dans le Convoi No. 77. Leur dernière adresse est au 13 rue Jean-Jacques-Rousseau à Montreuil (Seine. Maurice Libermann était à l'UGIF/Montreuil.  On ne trouve pas d'autres membres de leur famille, dans Klarsfeld, 2012. 
- Marcel Niewiadynsky (10 ans)

Il est né le 12 décembre 1934 à Sedan (Ardennes). Son père, Daniel Niewiadynsky (49 ans), est né le 20 avril 1893 à Łódź en Pologne. Sa mère, Dora Niewiadynsky (née Taradyka) (45 ans) est née le 15 mai 1897 à Lutomiersk en Pologne. Il a une sœur, Anna Niewiadynsky (16 ans), née le 27 juin 1926 à Łódź en Pologne et 2 frères: Bernard Niewiadynsky (14 ans), né le 8 juillet 1928 à Łódź en Pologne et Felix Niewiadynsky (12 ans), né le 15 septembre 1930 à Łódź en Pologne. Les parents, Daniel Niewiadynsky et Dora Niewiadynsky, et Anna Niewiadynsky, Bernard Niewiadynsky et Felix Niewiadynsky sont déportés par le Convoi No. 42, en date du 6 novembre 1942, de Drancy vers Auschwitz. Leur dernière adresse est à Montalembert (Deux-Sèvres).
- Régine Rein (7 ans)

Elle est née le 20 mai 1937 à Nancy en Meurthe-et-Moselle. Son père, Jacob Rein (53 ans) est né le 7 février 1889 à Obertyn, en Ukraine. Sa mère, Gitla Rein (née Eisenbach) (45 ans), est née le 10 août 1897 à Żarnów, en Pologne. Elle a un frère: Henri Rein (20 ans), né le 25 septembre 1921 à Tarnów, en Pologne et une sœur, Rosa Rein (15 ans), née le 15 juillet 1927 à Tarnów, en Pologne. La mère, Gitla Rein, est déportée par le Convoi No. 8, en date du 20 juillet 1942, d'Angers à Auschwitz. Le père, Jacob Rein et Henri Rein et Rosa Rein sont déportés par le Convoi No. 26, en date du 31 août 1942, de Drancy vers Auschwitz. Leur dernière adresse est Sanxay (Vienne).
- Jacques Steinberg (9 ans)

Il est né le 25 septembre 1934 à Forbach en Moselle. Il est le frère de Madeleine Steinberg. Son père, Maurice Steinberg (36 ans), est né le 17 mai 1906 à Odessa, en Ukraine. Sa mère, Itta Steinberg (née Gutman) (40 ans), est née le 4 mai 1902 à Mogielnica. Les parents, Maurice Steinberg et Itta Steinberg, sont déportés par le Convoi No. 40, en date du 4 novembre 1942, de Drancy vers Auschwitz. Leur dernière adresse est: Juillaguet (Charente).
- Madeleine Steinberg (7 ans)

Elle est née le 6 février 1937 à Forbach en Moselle. elle est la sœur de Jacques Steinberg. Son père, Maurice Steinberg (36 ans), est né le 17 mai 1906 à Odessa, en Ukraine. Sa mère, Itta Steinberg (née Gutman) (40 ans), est née le 4 mai 1902 à Mogielnica. Les parents, Maurice Steinberg et Itta Steinberg, sont déportés par le Convoi No. 40, en date du 4 novembre 1942, de Drancy vers Auschwitz. Leur dernière adresse est: Juillaguet (Charente).
- Danielle Szklarz dite Annette Sklarz (6 ans)

Elle est née le 9 avril 1938 à Metz en Moselle. Elle est la sœur de Nathan Szklarz. Son père, Traitel Szklarz (39 ans), est né le 7 septembre 1902 à Siedlce. Il est déporté par le Convoi No. 8, en date du 20 juillet 1942, d'Angers à Auschwitz. Leur dernière adresse est à Ligugé (Vienne).
- Nathan Szklarz (12 ans)

Il est né le 12 avril 1932 à Metz en Moselle. Il est le frère de Danielle Szklarz. Son père, Traitel Szklarz (39 ans), est né le 7 septembre 1902 à Siedlce, en Pologne. Il est déporté par le Convoi No. 8, en date du 20 juillet 1942, d'Angers à Auschwitz. Leur dernière adresse est à Ligugé (Vienne).
- Claude Vexler dite Claude-Renée Vexler (7 ans)

Elle est née le 5 décembre 1936 à Saint-Cyr-sur-Morin en Seine-et-Marne. Elle est la sœur de Marie Vexler. Son père, Jancu Vexler (35 ans), est né le 2 juillet 1907 à Huși, en Roumanie. Sa mère, Fajga Vexler (née Elbaum) (36 ans), est née le 23 janvier 1906, à Varsovie en Pologne. Les parents, Jancu Vexler et Fajga Vexler, sont déportés par le Convoi No. 42, en date du 6 novembre 1942, de Drancy vers Auschwitz. Leur dernière adresse est à Saint-Cyr-sur-Morin en Seine-et-Marne. 
- Marie Vexler dite Marie-Anne Vexler (5 ans)

Elle est née le 17 octobre 1938 à Saint-Cyr-sur-Morin en Seine-et-Marne. Elle est la sœur de Claude Vexler. Son père, Jancu Vexler (35 ans), est né le 2 juillet 1907 à Huși, en Roumanie. Sa mère, Fajga Vexler (née Elbaum) (36 ans), est née le 23 janvier 1906, à Varsovie en Pologne. Les parents, Jancu Vexler et Fajga Vexler, sont déportés par le Convoi No. 42, en date du 6 novembre 1942, de Drancy vers Auschwitz. Leur dernière adresse est à Saint-Cyr-sur-Morin en Seine-et-Marne. 
- Monieh Wasser dit Maurice Wasser (11 ans)

Il est né le 27 janvier 1933 dans le 10e arrondissement de Paris. Il est le frère de Salomon Wasser. Son père, Abraham Wasser (39 ans), est né le 18 juillet 1903 à Tarnow, en Pologne. Sa mère, Chana Wasser (née Wasserstein) (40 ans), est née le 18 juillet 1902 à Rozwadów, en Pologne. Les parents, Abraham Wasser et Chana Wasser, sont déportés par le Convoi No. 40, en date du 4 novembre 1942, de Drancy vers Auschwitz. Leur dernière adresse est à Saint-Michel-de-Rivière (Dordogne).
- Salomon Wasser (8 ans)

Il est né le 14 avril 1936 à Metz en Moselle. Il est le frère de Monieh Wasser. Son père, Abraham Wasser (39 ans), est né le 18 juillet 1903 à Tarnow, en Pologne. Sa mère, Chana Wasser (née Wasserstein) (40 ans), est née le 18 juillet 1902 à Rozwadów, en Pologne. Les parents, Abraham Wasser et Chana Wasser, sont déportés par le Convoi No. 40, en date du 4 novembre 1942, de Drancy vers Auschwitz. Leur dernière adresse est à Saint-Michel-de-Rivière (Dordogne).
- Eugénie Yahia (5 ans)

Elle est née le 20 août 1938 à Lille (Nord. Sa dernière adresse est: Hôpital Rothschild dans le 12e arrondissement de Paris.
- Georgette Zuckermann (15 ans)

Elle est née le 15 août 1928 dans le . Elle est la sœur de Simone Zuckermann (17 ans). Leur mère, Fanny Iflandik a été déportée en 1942, leur père a été fusillé parmi d'autres otages à Montluc en juin 1944. Leur dernière adresse est au 25, impasse de la Couture-d'Auxerre à Gennevilliers (Seine). Georgette a été transférée en octobre 1944 du camp d'Auschwitz vers celui de Kratzau tandis que Simone restait à Auschwitz. Les deux sœurs ont survécu à la guerre.
- Kiwa Zylbermann dit Claude Zylbermann (8 ans)

Il est né le 7 décembre 1935 à Nancy en Meurthe-et-Moselle. Il est le frère de Henri Zylbermann et de Léon Zylbermann. Son père, David Zylbermann (40 ans), est le 21 septembre 1902 à Chełm, en Pologne. Sa mère, Rifka Zylbermann (née Mandelbaum) (44 ans), est née le 9 février 1898 à Chełm, en Pologne. Il a d'autres frères: Benjamin Zylbermann (17 ans), né le 20 décembre 1924 à Chełm, en Pologne, Louis Zylbermann (16 ans), né le 1er février 1926 à Chełm, en Pologne et une sœur, Sarah Zylbermann (14 ans), née le 15 novembre 1927 à Chełm, en Pologne. Les parents, David Zylbermann et Rifka Zylbermann, et Benjamin Zylbermann, Louis Zylbermann et Sarah Zylbermann, sont déportés par le Convoi No. 42, en date du 6 novembre 1942, de Drancy vers Auschwitz. Leur dernière adresse est: Savigny-sous-Faye (Vienne).
- Henri  Zylbermann (10 ans)

Il est né le 17 octobre 1933 à Nancy en Meurthe-et-Moselle. Il est le frère de Kiwa Zylbermann et de Léon Zylbermann. Son père, David Zylbermann (40 ans), est le 21 septembre 1902 à Chełm, en Pologne. Sa mère, Rifka Zylbermann (née Mandelbaum) (44 ans), est née le 9 février 1898 à Chełm, en Pologne. Il a d'autres frères: Benjamin Zylbermann (17 ans), né le 20 décembre 1924 à Chełm, en Pologne, Louis Zylbermann (16 ans), né le 1er février 1926 à Chełm, en Pologne et une sœur, Sarah Zylbermann (14 ans), née le 15 novembre 1927 à Chełm, en Pologne. Les parents, David Zylbermann et Rifka Zylbermann, et Benjamin Zylbermann, Louis Zylbermann et Sarah Zylbermann, sont déportés par le Convoi No. 42, en date du 6 novembre 1942, de Drancy vers Auschwitz. Leur dernière adresse est: Savigny-sous-Faye (Vienne).
- Léon Zylbermann (9 ans)

Il est né le 3 octobre 1934 à Nancy en Meurthe-et-Moselle. Il est le frère de Kiwa Zylbermann et de Henri Zylbermann. Son père, David Zylbermann (40 ans), est le 21 septembre 1902 à Chełm, en Pologne. Sa mère, Rifka Zylbermann (née Mandelbaum) (44 ans), est née le 9 février 1898 à Chełm, en Pologne. Il a d'autres frères: Benjamin Zylbermann (17 ans), né le 20 décembre 1924 à Chełm, en Pologne, Louis Zylbermann (16 ans), né le 1er février 1926 à Chełm, en Pologne et une sœur, Sarah Zylbermann (14 ans), née le 15 novembre 1927 à Chełm, en Pologne. Les parents, David Zylbermann et Rifka Zylbermann, et Benjamin Zylbermann, Louis Zylbermann et Sarah Zylbermann, sont déportés par le Convoi No. 42, en date du 6 novembre 1942, de Drancy vers Auschwitz. Leur dernière adresse est: Savigny-sous-Faye (Vienne).

### Monitrices déportées dans le Convoi No. 77
- Denise Holstein (17 ans)

Elle est née le 6 février 1927 à Rouen.
- Myriam Kahan (20 ans)

Elle est née le 8 octobre 1923 à Paris. Sa sœur, Olga Kahan (18 ans), née le 24 octobre 1925 à Paris, travaillant à l'UGIF/La Varenne est aussi déportée dans le Convoi No. 77. Leur dernière adresse est au 12, rue Clauzel dans le 9e arrondissement de Paris
- Feigel Kruchmar (née Blechmann) (55 ans)

Elle est née le 14 juillet 1889 à Brezna en Serbie. Son fils, Henri Kruchmar (32 ans), est né le 9 novembre 1910 à Paris35. Il est déporté par le Convoi No. 55, en date du 23 juin 1943, de Drancy à Auschwitz. Leur dernière adresse est au 35, rue des Poissonniers dans le 18e arrondissement de Paris
- Fradla Lipmanowicz (dite Frida Lipmanowicz) (17 ans)

Elle est née le 10 décembre 1926 à Jedrzesew. Son père, David Lipmanowicz (45 ans) est né le 13 mai 1897 à Wodislaw. Elle a 1 sœur, Frymeta Lipmanowicz (23 ans), née le 21 juin 1919 à Jedrzejow et 3 frères: Bernard Lipmanowicz (25 ans), né le 10 février 1917 à Jedrzejow, Majer Lipmanowicz (21 ans), né le 10 septembre 1921 à Jedrzejow et Chaim Lipmanowicz (18 ans), né le 11 décembre 1923 à Wiebuzow. Le père, David Lipmanowicz, et 3 de ses enfants: Bernard Lipmanowicz, Frymeta Lipmanowicz et Majer Lipmanowicz sont déportés par le Convoi No. 35, en date du 21 septembre 1942, de Pithiviers vers Auschwitz. Chaim Lipmanowicz est déporté par le Convoi No. 33, en date du 16 septembre 1942, de Drancy vers Auschwitz. Leur dernière adresse est au 21 rue du Bourg-Tibourg dans le 4e arrondissement de Paris
- Régine Sokol (24 ans)

Elle est née le 25 novembre 1919 à Ciechanów, en Pologne. Sa dernière adresse est au 46, rue Vieille-du-Temple dans le 4e arrondissement de Paris
- Georgette Zuckermann (15 ans)

Elle est née le 15 août 1928 dans le 18e arrondissement de Paris. Selon Klarsfeld, 2012, elle travaillait à l'UGIF/Vauquelin tout comme sa sœur, Simone Zuckermann (17 ans), née le 6 octobre 1926 à Paris. Elles sont déportées par le Convoi No. 77. Leur sœur, Fanny Zuckermann (31 ans), née le 18 septembre 1910 à Leipzig en Allemagne, est déportée dans le Convoi No. 33, en date du 16 septembre 1942, de Drancy vers Auschwitz. Leur dernière adresse est au 25, impasse de la Couture-d'Auxerre à Gennevilliers (Seine)

### Survivante
- Denise Holstein

## Mémoire
- Plaque commémorative, place Émile-Dreux, à Louveciennes à la mémoire des enfants et de leurs monitrices[13].
- En mémoire de la rafle, de la terre de Louveciennes apportée à Auschwitz par de jeunes catholiques, en 2016[14].